# Золотий телець

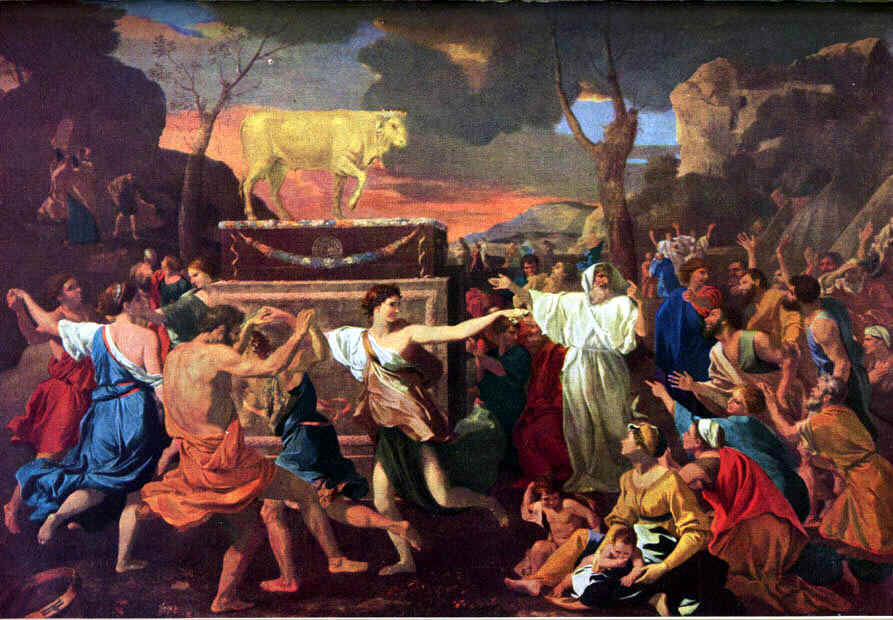
Поклоніння золотому тельцю. Картина Ніколя Пуссена

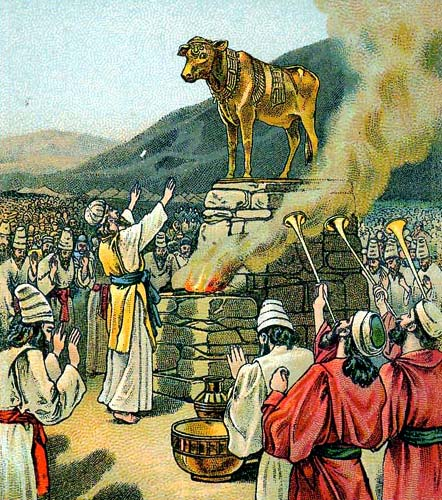
Поклоніння Золотому тельцю

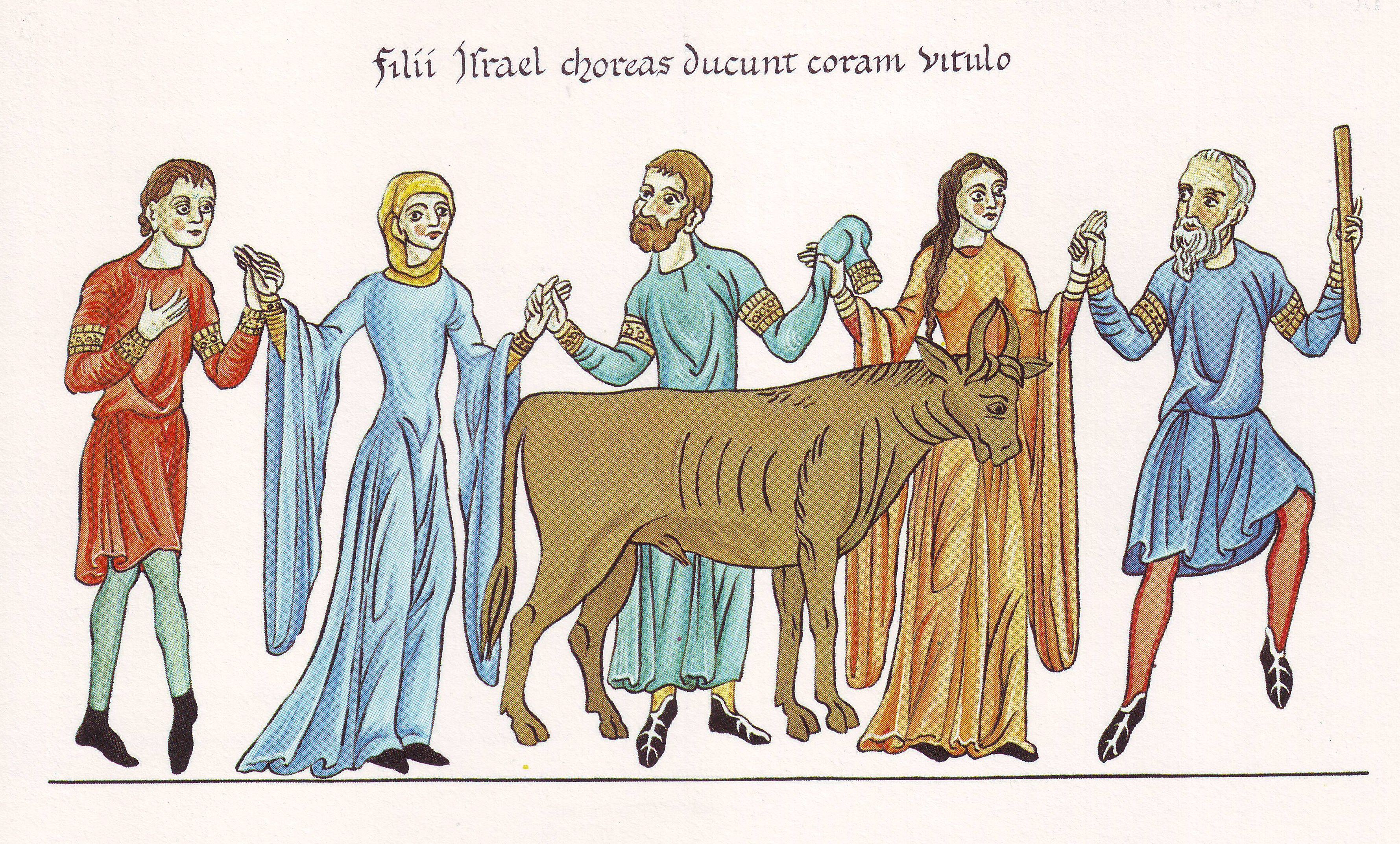
Поклоніння Золотому тельцю

Золоти́й теле́ць (івр. עֵגֶּל הַזָהָב) — ідол, зроблений із золота народом Ізраїлю тоді, коли Мойсей піднявся на гору Синай, де отримав від Бога скрижалі завіту із Божими заповідями. Історію про золотого тільця викладено в Книзі Вихід Біблії.
У переносному значенні фраза «поклонятися золотому тельцю» означає цінувати матеріальні цінності й гонитву за золотом вище за цінності духовні. 
«Золоте теля» — назва другого твору про Остапа Бендера Іллі Ільфа і Євгена Петрова.